# Ludowy Związek Obrony Ojczyzny i Wolności
Ludowy Związek Obrony Ojczyzny i Wolności (ros. Народный Союз защиты родины и свободы) – antybolszewicka organizacja rosyjska w Rosji, a następnie na emigracji w latach 1918-1924.
W marcu 1918 r. w Moskwie z inicjatywy działacza Partii Socjalistów-Rewolucjonistów (tzw. eserowców) Borysa Sawinkowa została utworzona nielegalna organizacja o charakterze antybolszewickim o nazwie Związek Obrony Ojczyzny i Wolności. Borys Sawinkow sprawował jednocześnie funkcję przedstawiciela Dońskiej Rady Państwowej gen. Michaiła Wasiliewa. Związek głosił hasło walki przeciw bolszewizmowi, odtworzenia „jednej i niepodzielnej Rosji”, przekazania władzy Zgromadzeniu Ustawodawczemu, podziału ziemi dla chłopów, dotrzymania sojuszu wojskowego z państwami Ententy. W skład organizacji weszli zarówno wojskowi, jak też działacze różnych ugrupowań politycznych, od socjalistów po monarchistów. Przyjmowano każdego, kto uznawał program organizacji i chciał walczyć z bronią w ręku przeciwko bolszewikom. Na czele Związku stał sztab z podziałem na wydziały wywiadu i kontrwywiadu oraz oddziały zagraniczny i spraw wewnętrznych. Funkcję sekretarza przewodniczącego Borysa Sawinkowa i jednocześnie skarbnika pełnił Flegont Klepikow. Szefem sztabu był płk Aleksandr Pierchurow, zaś szefem kadr wojskowych płk Kārlis Goppers. Za utrzymywanie kontaktów z Armią Ochotniczą odpowiadał płk Stradiecki. Na czele wywiadu i kontrwywiadu stał ppłk Frīdrihs Briedis, który ponadto koordynował propagandą antybolszewicką skierowaną przeciwko oddziałom Czerwonych Strzelców Łotewskich. Z kolei szefem oddziału prowincjonalnego i propagandy był dr N. Grigoriew, występujący jako „dr Aksanin”. Kontakty z państwami Ententy utrzymywał Aleksandr Dikhof-Dierental. Kawaleryjskie centrum organizacji utworzył rtm. Aleksandr Wielienkin, zaś artyleryjskie centrum – kpt. Szreder. Finanse pochodziły od władz białogwardyjskich i cudzoziemskich przedstawicielstw w Rosji. Wiosną 1918 r. oddziały organizacji powstały w wielu miastach rosyjskich. Jej liczebność wynosiła wówczas ok. 5,5 tys. członków. Prowadzili oni działania wywiadowcze i propagandowe skierowane przeciwko nowo formowanym bolszewickim oddziałom wojskowym i oddziałom CzeKa oraz przywódcom i czołowym działaczom Rosyjskiej Partii Komunistycznej (bolszewików) (RKP(b)). Po zdekonspirowaniu części struktur organizacji w Moskwie wczesnym latem 1918 r., sztab Związku został przeniesiony do Jarosławia, a następnie do Kazania.
Borys W. Sawinkow planował zorganizowanie antybolszewickiego powstania powszechnego na ziemiach nad Górną Wołgą, połączone z desantem interwencyjnych wojsk alianckich na Dalekiej Północy. Na początku lipca 1918 r. Ludowy Związek zorganizował trzy miejskie powstania zbrojne przeciwko lokalnym władzom bolszewickim: w Rybińsku i Muromie zostały one stłumione w ciągu jednego dnia, natomiast 17 dni trwało rozpoczęte 6 lipca 1918 r. powstanie w Jarosławiu. Wkrótce czekiści doprowadzili do zlikwidowania sztabu Związku w Kazaniu. Borysowi Sawinkowowi udało się jednak zbiec, po czym przystąpił do oddziału partyzanckiego płk. Władimira Kappela, działającego na tyłach wojsk bolszewickich. Doprowadziło to do rozpadu Związku Obrony Ojczyzny i Wolności.
W czerwcu 1921 r. w Warszawie organizacja została odtworzona przez Sawinkowa pod nazwą Ludowego Związku Obrony Ojczyzny i Wolności. Był on wspierany przez władze Polski, a szczególnie Józefa Piłsudskiego, a także państwa Ententy. Tym razem Sawinkow zerwał kontakty z monarchistami i pozostałymi partiami prawicowymi, głosząc hasło walki z „czerwoną reakcją” w imię „utworzenia trzeciej, nowej, ludowej Rosji”. Prowadził bliską współpracę z gen. Piotrem Wranglem, którego wojska prowadziły ciężkie walki z bolszewikami na Krymie. Związek miał pełnić rolę niepolityczej platformy walki z reżimem bolszewickim. W skład kierownictwa organizacji weszli: brat B.W. Sawinkowa, A.A. Dikhof-Dierental, Dmitrij Fiłosofow, sztabsrtm. Georg Elfengren i płk Michaił Gniłorybow. Emisariusze Związku, wysyłani licznie do Rosji Sowieckiej, mieli za zadanie inicjowanie i prowadzenie działalności dywersyjno-wywiadowczej, organizowanie nielegalnych jaczejek, rezydentur i struktur terytorialnych organizacji. Przewożono też setki tysięcy materiałów propagandowych, jak ulotki, plakaty czy broszury. Ponadto organizowano oddziały zbrojne, zajmujące się działaniami dywersyjnymi, wywiadowczymi i terrorystycznymi oraz „zwykłą” walką z Armią Czerwoną i CzeKa. Terenem ich działań były przede wszystkim tereny Białorusi, Ukrainy i południa Rosji. Funkcjonariusze CzeKa na przełomie 1921/1922 r. schwytali i aresztowali ponad 500 aktywnych działaczy „sawinkowskich”. W związku z podpisaniem przez Polskę i Rosję Sowiecką traktatu pokojowego w Rydze 18 marca 1921 r. czołowi działacze Związku na czele z Sawinkowem na żądania władz sowieckich zostali w październiku tego roku deportowani z terytorium II Rzeczypospolitej. Sztab Związku rozmieścił się w Pradze, a następnie w Paryżu. Polski wywiad wojskowy, podobnie zresztą jak służby specjalne Francji i Wielkiej Brytanii, nadal wspierały „sawinkowców” w ich działalności konspiracyjnej w Rosji Sowieckiej. Do ostatecznego rozbicia struktur Związku zarówno na terytorium sowieckim, jak też na emigracji doprowadziły operacje wywiadu sowieckiego pod kryptonimem „Trust”, a następnie „Syndykat-2”. W wyniku tej ostatniej Borys Sawinkow w sierpniu 1924 r. został namówiony do powrotu do Rosji Sowieckiej, celem kierowania rzekomo istniejącą podziemną organizacją antysowiecką. Po przekroczeniu granicy został aresztowany przez OGPU, sądzony w procesie pokazowym  w sierpniu 1924, skazany ostatecznie na 10 lat więzienia i najprawdopodobniej zamordowany na Łubiance w maju 1925.